# Saint-Médard (Charente)
Pour les articles homonymes, voir Saint-Médard.
Saint-Médard est une commune du Sud-Ouest de la France, située dans le département de la Charente (région Nouvelle-Aquitaine).

## Géographie

### Localisation et accès
Saint-Médard est une commune située à 4,5 km au nord de Barbezieux.
Elle est limitée au sud-est par la route nationale 10 d'Angoulême à Bordeaux, elle est à 28 km au sud-ouest d'Angoulême et à 25 km au sud-est de Cognac.
La route départementale 1 passe à l'ouest de la commune. Nord-sud, elle va de Barbezieux à Segonzac. Le bourg est seulement traversé par la D 126, route est-ouest qui longe le Né qui limite la commune au nord et contourne Barbezieux.
Il faut aussi noter l'ancienne voie ferrée de Châteauneuf à Montguyon, aménagée en une voie verte depuis 2004. Elle passe par Barbezieux, Baignes, Chevanceaux, et s'arrête à Clérac, peu après Montguyon, pour faire place à la voie ferrée qui continue jusqu'à Saint-Mariens en Gironde. Côté Châteauneuf, la prolongation est à l'étude et le goudron s'arrête à Viville,.

### Hameaux et lieux-dits
L'habitat est assez dispersé, et de nombreux hameux et fermes composent la commune : les Hâtiers, Chez Chéty, la Roche, la Ballangerie.
Le bourg de Saint-Médard lui-même est assez petit.

### Communes limitrophes
|                          | Bellevigne   |              |
|                          | Saint-Médard | Vignolles    |
| Barbezieux-Saint-Hilaire |              | Saint-Bonnet |

### Géologie et relief
La commune est occupée par le Campanien (Crétacé supérieur), calcaire crayeux, qui occupe une grande partie du Sud Charente. Les vallées (Beau et Né) sont occupées par des alluvions récentes du Quaternaire,,,.
La commune est à environ 50 m d'altitude et le relief est celui d'une plaine. Son point culminant est à une altitude de 84 m, situé sur la bordure orientale le long de la route nationale 10 au sud de chez Chéty. Le point le plus bas est à 36 m, situé à l'extrémité nord-ouest le long du Né. Le bourg, édifié au bord du Beau, est à 45 m d'altitude.

### Hydrographie

#### Réseau hydrographique
La commune est située dans le bassin versant de la Charente au sein du Bassin Adour-Garonne. Elle est drainée par le Né, le Beau, et par deux petits cours d'eau, qui constituent un réseau hydrographique de 8 km de longueur totale,.
La commune est limitée au nord par le Né, affluent de la Charente. Elle est traversée par le Beau, affluent du Né sur sa rive gauche, et qui passe au bourg.

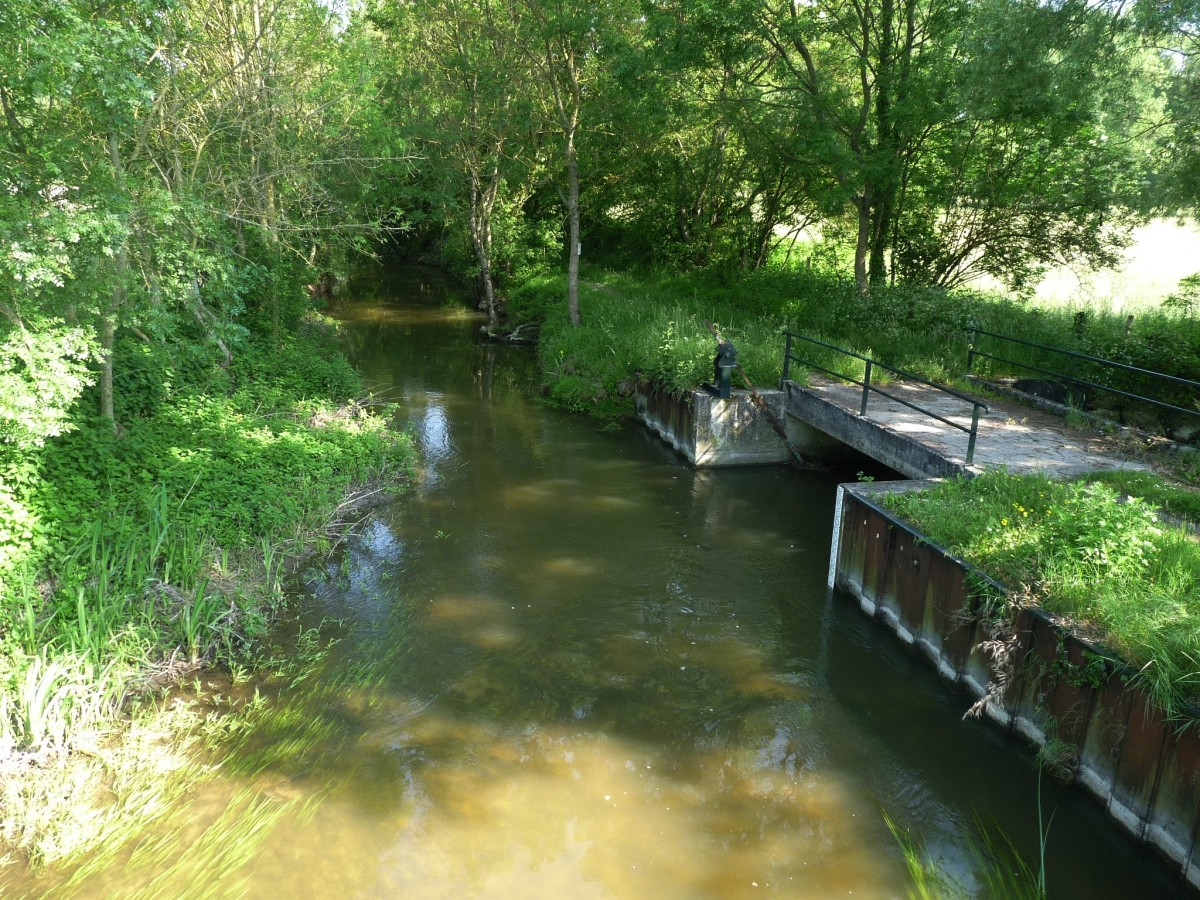
Le Beau au printemps, au pied du bourg.
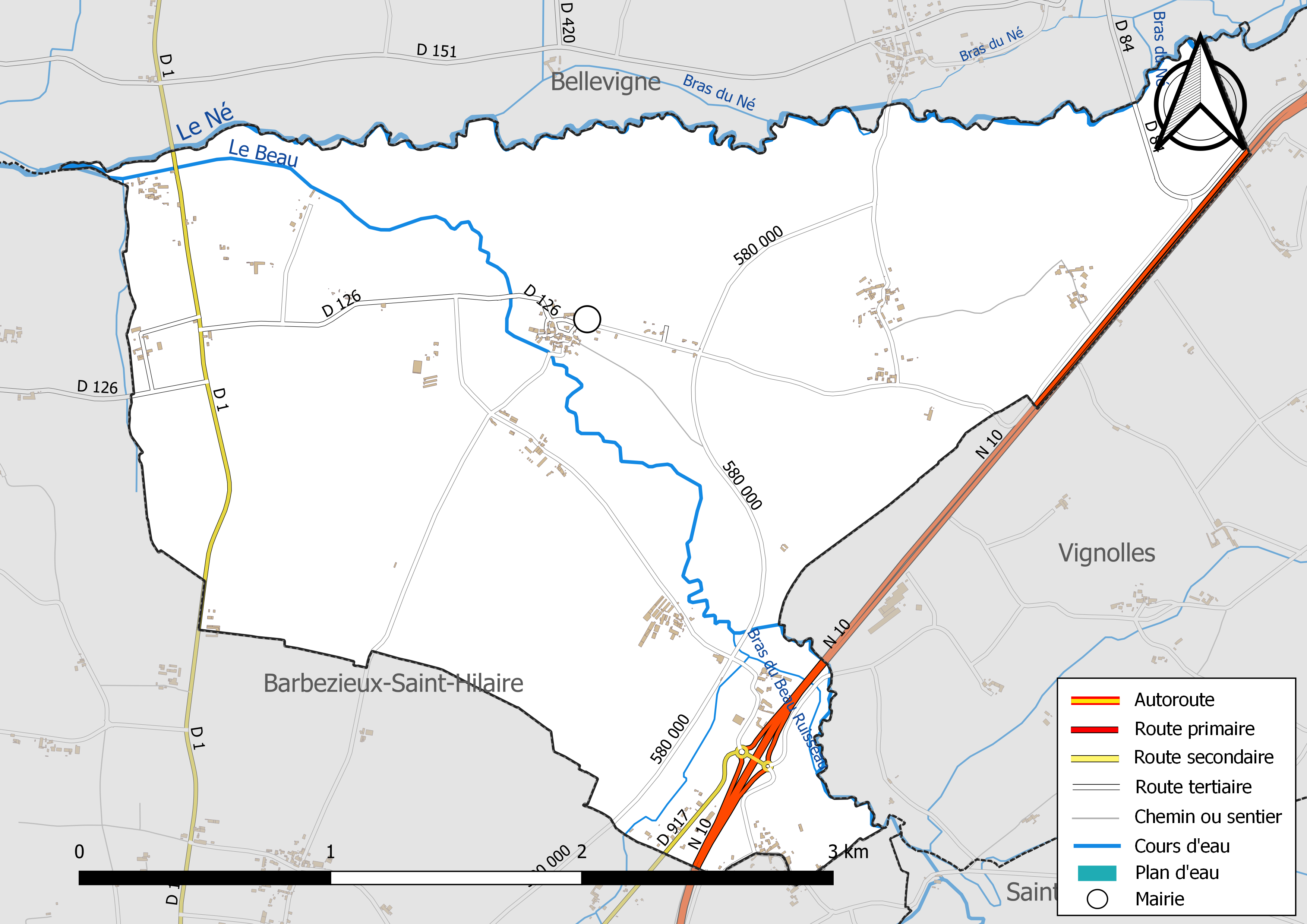
Réseaux hydrographique et routier de Saint-Médard

#### Gestion des eaux
Le territoire communal est couvert par le schéma d'aménagement et de gestion des eaux (SAGE) « Charente ». Ce document de planification, dont le territoire correspond au bassin de la Charente, d'une superficie de 9 300 km2, a été approuvé le 19 novembre 2019. La structure porteuse de l'élaboration et de la mise en œuvre est l'établissement public territorial de bassin Charente. Il définit sur son territoire les objectifs généraux d’utilisation, de mise en valeur et de protection quantitative et qualitative des ressources en eau superficielle et souterraine, en respect des objectifs de qualité définis dans le troisième SDAGE  du Bassin Adour-Garonne qui couvre la période 2022-2027, approuvé le 10 mars 2022.

### Climat
Comme dans les trois quarts sud et ouest du département, le climat est océanique aquitain.

### Végétation
Peu de bois occupent la commune, qui est surtout agricole (céréales et vignes), ainsi que les prairies des vallées du Né et du Beau.

## Urbanisme

### Typologie
Au 1er janvier 2024, Saint-Médard est catégorisée commune rurale à habitat très dispersé, selon la nouvelle grille communale de densité à 7 niveaux définie par l'Insee en 2022.
Elle est située hors unité urbaine. Par ailleurs la commune fait partie de l'aire d'attraction de Barbezieux-Saint-Hilaire, dont elle est une commune de la couronne,. Cette aire, qui regroupe 25 communes, est catégorisée dans les aires de moins de 50 000 habitants,.

### Occupation des sols
L'occupation des sols de la commune, telle qu'elle ressort de la base de données européenne d’occupation biophysique des sols Corine Land Cover (CLC), est marquée par l'importance des territoires agricoles (93,9 % en 2018), une proportion identique à celle de 1990 (93,9 %). La répartition détaillée en 2018 est la suivante : 
terres arables (45,5 %), zones agricoles hétérogènes (35,6 %), prairies (7,5 %), forêts (6,1 %), cultures permanentes (5,3 %). L'évolution de l’occupation des sols de la commune et de ses infrastructures peut être observée sur les différentes représentations cartographiques du territoire : la carte de Cassini (XVIIIe siècle), la carte d'état-major (1820-1866) et les cartes ou photos aériennes de l'IGN pour la période actuelle (1950 à aujourd'hui).

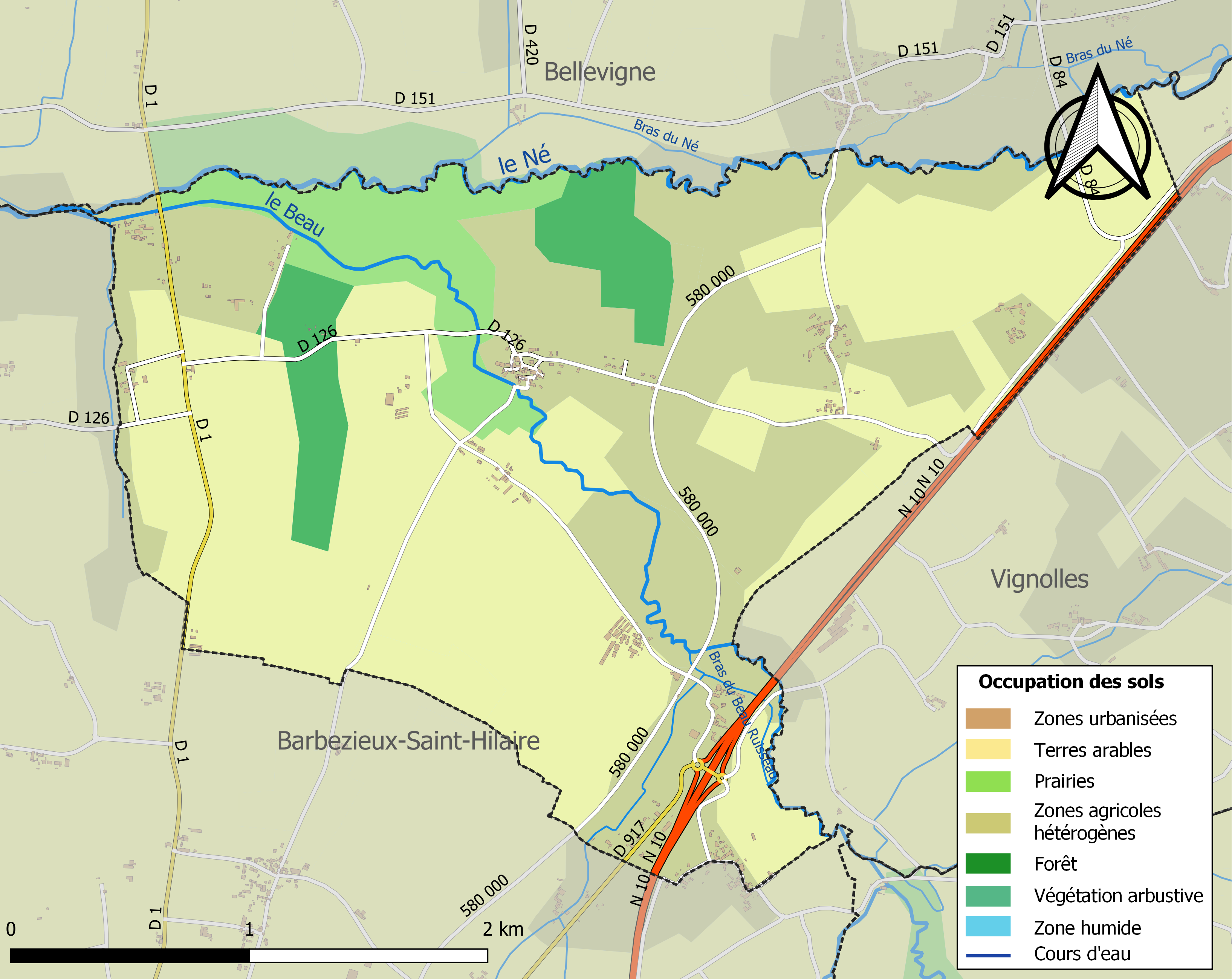
Carte des infrastructures et de l'occupation des sols de la commune en 2018 (CLC).

### Risques majeurs
Le territoire de la commune de Saint-Médard est vulnérable à différents aléas naturels : météorologiques (tempête, orage, neige, grand froid, canicule ou sécheresse) et séisme (sismicité faible). Il est également exposé à un risque technologique,  le transport de matières dangereuses. Un site publié par le BRGM permet d'évaluer simplement et rapidement les risques d'un bien localisé soit par son adresse soit par le numéro de sa parcelle.

#### Risques naturels

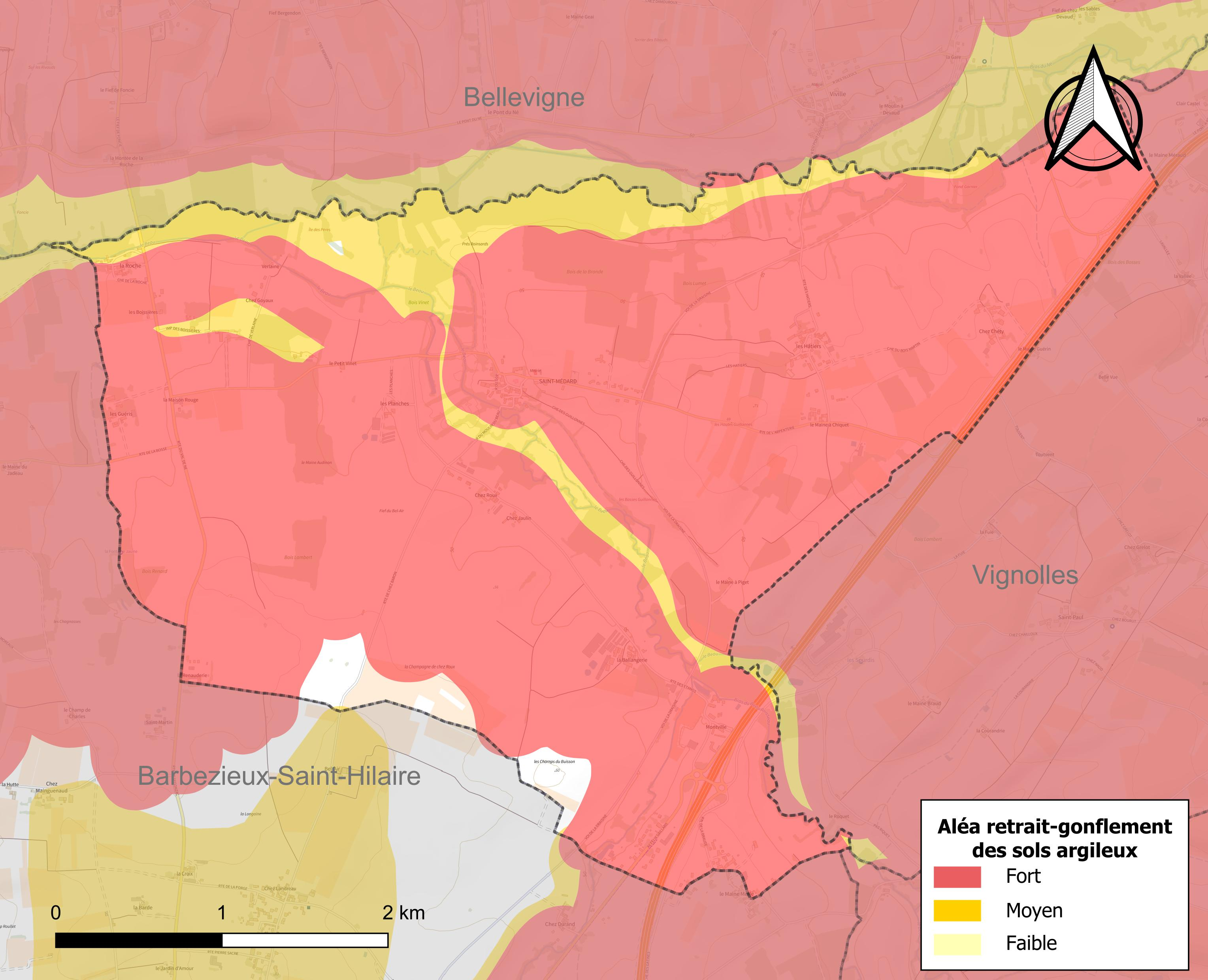
Carte des zones d'aléa retrait-gonflement des sols argileux de Saint-Médard.

Le retrait-gonflement des sols argileux est susceptible d'engendrer des dommages importants aux bâtiments en cas d’alternance de périodes de sécheresse et de pluie. 97,7 % de la superficie communale est en aléa moyen ou fort (67,4 % au niveau départemental et 48,5 % au niveau national). Sur les 138 bâtiments dénombrés sur la commune en 2019,  138 sont en aléa moyen ou fort, soit 100 %, à comparer aux 81 % au niveau départemental et 54 % au niveau national. Une cartographie de l'exposition du territoire national au retrait gonflement des sols argileux est disponible sur le site du BRGM,.
Par ailleurs, afin de mieux appréhender le risque d’affaissement de terrain, l'inventaire national des cavités souterraines permet de localiser celles situées sur la commune.
La commune a été reconnue en état de catastrophe naturelle au titre des dommages causés par les inondations et coulées de boue survenues en 1982, 1987 et 1999. Concernant les mouvements de terrains, la commune a été reconnue en état de catastrophe naturelle au titre des dommages causés par la sécheresse en 2005 et par des mouvements de terrain en 1999.

#### Risques technologiques
Le risque de transport de matières dangereuses sur la commune est lié à sa traversée par une ou des infrastructures routières ou ferroviaires importantes ou la présence d'une canalisation de transport d'hydrocarbures. Un accident se produisant sur de telles infrastructures est susceptible d’avoir des effets graves sur les biens, les personnes ou l'environnement, selon la nature du matériau transporté. Des dispositions d’urbanisme peuvent être préconisées en conséquence.

## Toponymie
Le nom est attesté sous la forme Sanctus Medardus en 1271.
Saint Médard était évêque de Noyon, mort en 545, et qui a donné son nom à une vingtaine de communes du Sud-Ouest. Voir aussi en Charente Saint-Médard-de-Rouillac, ancienne commune aujourd'hui fusionnée à Auge-Saint-Médard,. La commune s'est alors parfois appelée Saint-Médard-de-Barbezieux.
Pendant la Révolution, la commune s'est appelée provisoirement Lenclos, Lanclaux ou L'Enclos.

## Histoire
Sur la commune, l'archéologie aérienne a révélé de nombreux fossés protohistoriques (Font Garnier, Bois Vinet, Champ Chevalier, les Hautes Guillonnes, les Planches, les Basses Guillonnes, Chez Roux). Des sites à tegulae témoignent aussi d'une occupation gallo-romaine (Chez Roux, le Maine à Piget, Prés Roinsards).
Entre 1872 et 1938, la commune était desservie par la ligne ferroviaire de Châteauneuf à Saint-Mariens (reliant Angoulême à Barbezieux), et une halte était située près du bourg.
Au début du XXe siècle, l'industrie dans la commune était représentée par deux moulins à blé, l'un situé à la Roche, sur le Né, et l'autre à Montville, sur le Beau. L'exploitation agricole des Guéris, dans l'ouest de la commune, était une ferme modèle datant de la seconde moitié du XIXe siècle, incorporant une laiterie.

## Administration

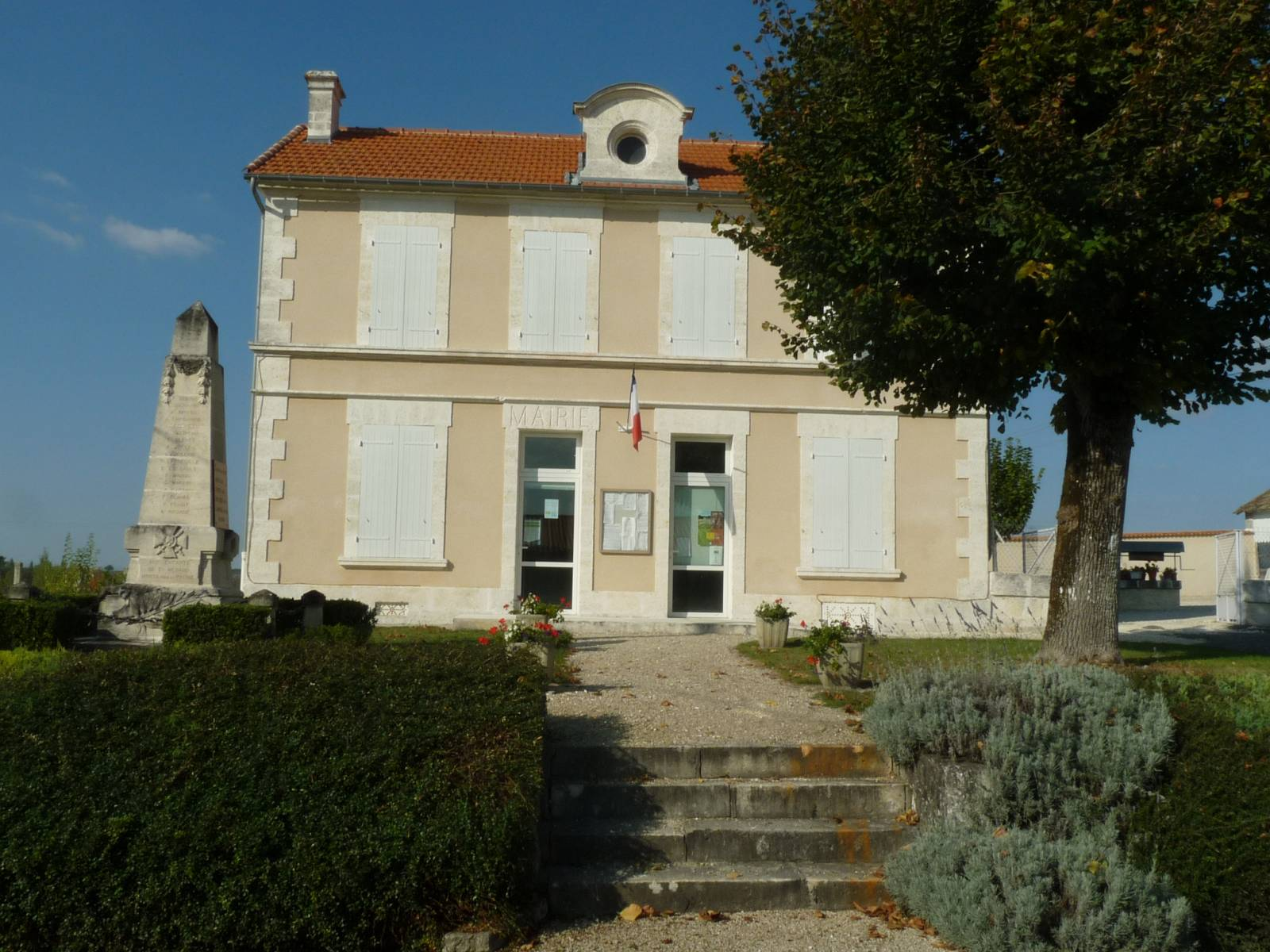
La mairie de Saint-Médard.

| Période                                  | Période  | Identité            | Étiquette    | Qualité      |
| ---------------------------------------- | -------- | ------------------- | ------------ | ------------ |
| Les données manquantes sont à compléter. |          |                     |              |              |
| 1995                                     | 2014     | Danièle Boisseau    | Centre droit | Agricultrice |
| 2014                                     | En cours | Françoise Monnereau |              |              |

## Démographie

### Évolution démographique
L'évolution du nombre d'habitants est connue à travers les recensements de la population effectués dans la commune depuis 1793. Pour les communes de moins de 10 000 habitants, une enquête de recensement portant sur toute la population est réalisée tous les cinq ans, les populations de référence des années intermédiaires étant quant à elles estimées par interpolation ou extrapolation. Pour la commune, le premier recensement exhaustif entrant dans le cadre du nouveau dispositif a été réalisé en 2005.

En 2022, la commune comptait 306 habitants, en évolution de −4,97 % par rapport à 2016 (Charente : −0,48 %, France hors Mayotte : +2,11 %).
| 1793 | 1800 | 1806 | 1821 | 1831 | 1841 | 1846 | 1851 | 1856 |
| ---- | ---- | ---- | ---- | ---- | ---- | ---- | ---- | ---- |
| 438  | 440  | 439  | 464  | 541  | 490  | 468  | 447  | 452  |

| 1861 | 1866 | 1872 | 1876 | 1881 | 1886 | 1891 | 1896 | 1901 |
| ---- | ---- | ---- | ---- | ---- | ---- | ---- | ---- | ---- |
| 449  | 454  | 427  | 399  | 375  | 359  | 324  | 294  | 288  |

| 1906 | 1911 | 1921 | 1926 | 1931 | 1936 | 1946 | 1954 | 1962 |
| ---- | ---- | ---- | ---- | ---- | ---- | ---- | ---- | ---- |
| 293  | 324  | 284  | 270  | 310  | 263  | 269  | 280  | 286  |

| 1968 | 1975 | 1982 | 1990 | 1999 | 2005 | 2006 | 2010 | 2015 |
| ---- | ---- | ---- | ---- | ---- | ---- | ---- | ---- | ---- |
| 264  | 237  | 257  | 257  | 271  | 243  | 239  | 297  | 317  |

| 2020 | 2022 | - | - | - | - | - | - | - |
| ---- | ---- | - | - | - | - | - | - | - |
| 315  | 306  | - | - | - | - | - | - | - |

### Pyramide des âges
En 2018, le taux de personnes d'un âge inférieur à 30 ans s'élève à 31,8 %, soit au-dessus de la moyenne départementale (30,2 %). À l'inverse, le taux de personnes d'âge supérieur à 60 ans est de 30,4 % la même année, alors qu'il est de 32,3 % au niveau départemental.
En 2018, la commune comptait 159 hommes pour 163 femmes, soit un taux de 50,62 % de femmes, légèrement inférieur au taux départemental (51,59 %).
Les pyramides des âges de la commune et du département s'établissent comme suit.
| Hommes | Classe d’âge | Femmes |
| ------ | ------------ | ------ |
| 1,3    | 90 ou +      | 1,3    |
| 8,3    | 75-89 ans    | 5,0    |
| 23,1   | 60-74 ans    | 22,0   |
| 19,9   | 45-59 ans    | 21,4   |
| 16,7   | 30-44 ans    | 17,6   |
| 12,2   | 15-29 ans    | 15,1   |
| 18,6   | 0-14 ans     | 17,6   |

| Hommes | Classe d’âge | Femmes |
| ------ | ------------ | ------ |
| 1      | 90 ou +      | 2,7    |
| 9,2    | 75-89 ans    | 12     |
| 20,6   | 60-74 ans    | 21,3   |
| 20,7   | 45-59 ans    | 20,3   |
| 16,8   | 30-44 ans    | 16     |
| 15,6   | 15-29 ans    | 13,4   |
| 16,1   | 0-14 ans     | 14,3   |

## Économie

### Agriculture
La viticulture est une activité importante de Saint-Médard, qui est située en Petite Champagne, dans la zone d'appellation d'origine contrôlée du cognac.
Certains producteurs vendent cognac, pineau des Charentes et vin de pays à la propriété.

## Lieux et monuments

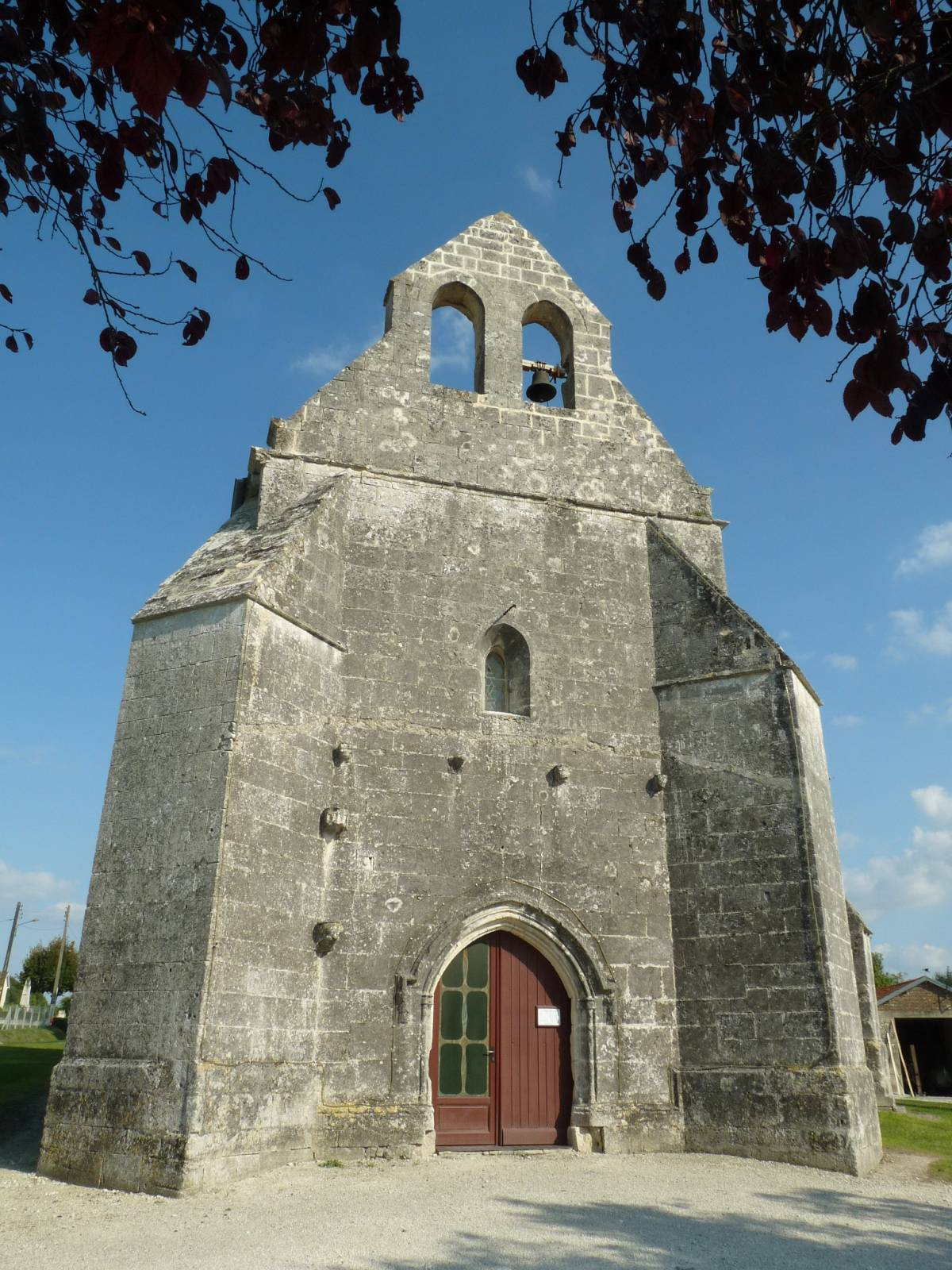
L'église.

L'église paroissiale Saint-Médard remonte au XIIIe siècle. Elle a été remaniée au XVe siècle (façade et chapelle sud) et des travaux de maintenance au XIXe siècle.

## Personnalités liées à la commune
- Élie Vinet (1509-1587) humaniste de la Renaissance, est né au hameau des Planches.
- Jean-Pierre Augustin (1944-2022), géographe français, né à Saint-Médard.